# باشگاه فوتبال وورکساپ تاون
باشگاه فوتبال وورکساپ تاون (به انگلیسی: Worksop Town Football Club) یک باشگاه فوتبال در شهر وورکساپ، کشور انگلستان است که در سال ۱۸۶۱ میلادی تأسیس شده‌است.